# Heimbra acuticollis
Heimbra acuticollis är en stekelart som beskrevs av Peter Cameron 1909.
Heimbra acuticollis ingår i släktet Heimbra och familjen kragglanssteklar. Inga underarter finns listade i Catalogue of Life.